# Stavka
Stavka (russisk: Ставка Верховного главнокомандующего, tr. Stavka Verkhovnogo glavnokomandujusjtsjego) var betegnelsen på generalstaben i det Russiske Kejserrige under første verdenskrig og tilsvarende i Sovjetunionen under anden verdenskrig. Udtrykket kan betyde stab, såvel som placeringen af denne.

## Stavka under første verdenskrig
Ved mobiliseringen 30. juli 1914 blev storfyrst Nikolaj Nikolajevitsj øverstkommanderende for de russiske arméer. Han tiltrådte så sent, at han ikke fik nogen indflydelse på planlægningen forud for krigsudbruddet. Han var kompetent, men blev afsat i 1915, efter intriger blandt andet fra Rasputin og Zaren overtog selv kommandoen. Stavkas lejr blev først opslået ved Baranovitsji, en hviderussisk (dengang polsk) by. Etter den tyske offensiv blev Stavka i 1915 flyttet til Mogilev.

## Stavka under 2. verdenskrig
Da Operation Barbarossa blev indledt, var der ingen øverstkommanderende for de sovjetiske militære styrker. Denne position (Glavkom) var blevet afskaffet ved militærreformen i 1920'erne, hvorved Stalin undgik at få en rival; men Stavka blev genskabt efter den tyske invasion i 1941 ved et dekret fra Stalin af 23. juni 1941. Her blev den øverste kommando over de tre våbengrene samlet i "hovedkommandoen for Sovjetunionens væbnede styrker", Stavka Glavnogo komandovanija med ham selv som leder. Stavka bestod da foruden Stalin selv af marskal Semjon Timosjenko, marskal Georgij Zjukov, udenrigsminister Vjatjeslav Molotov, marskal Kliment Vorosjilov, marskal Semjon Budjonnij og admiral Nikolaj Kusnetsov. Stavka blev organiseret således at disse medlemmer havde ansvaret for hvert sit frontafsnit, derudover deltog også medlemmer af den politiske ledelse.
Stavka blev reorganiseret to gange i løbet af invasionsåret 1941, først 10. juli og derpå 8. august. Begge gange blev navnet ændret, først til "centralkommandoen for overkommandoen", Stavka Verkhovnogo komandovanija og derefter til "centralkommandoen for den øverste hovedkommando", Stavka Verkhovnogo glavnokomandovanija. Både ved starten og ved de følgende omorganiseringer var Stavka underlagt en tæt politisk styring.

## Eksterne links
- Website om den sidste russiske Zar, med billeder fra hans tid med Stavka (engelsk)